# Ifugao (Sprache)
Ifugao, andere Bezeichnung Batad, ist eine malayo-polynesische Sprache, die in der Provinz Ifugao in den nördlichen  Tälern der Philippinen gesprochen wird. Sie ist eng mit den Sprachen Bontok und Kankanai verwandt. Die Sprache ist Bestandteil eines Dialektkontinuums und die vier Hauptvarianten der Sprache, wie beispielsweise Tuwali, werden manchmal als eigenständige Sprachen angesehen.
Ifugao hat ihren Ursprung in der Sprache Tuwali, Kalanguya ist eine weitere Sprache in Ifugao, welche besonders in Tinoc, einem Teil Ifugaos gesprochen wird. Es unterscheidet sich sehr stark von der Sprache der Einwohner von Bontoc. Ifugaos und die Igorots waren vor einer langen Zeit verfeindet, es gab Kopfjagden. Durch die Kultur, Sprache und Fähigkeiten unterschieden sich die Ifugaos und die Igorots sehr stark.

## Orthographie
Das vereinheitlichte Ifugao-Alphabet lautet wie folgt: A, B, D, E, G, H, I, K, L, M, N, Ng, O, P, T, U, W, Y. Die Buchstaben werden je nach Dialekt des Sprechenden unterschiedlich ausgesprochen.